# Ivan Vladimirovič Mičurin
Ivan Vladimirovič Mičurin (rusky Иван Владимирович Мичурин; 15. říjnajul./ 27. října 1855greg. Dolgoje, dnes Mičurovka, Rjazaňská oblast – 7. června 1935 Mičurinsk, Tambovská oblast) byl ruský botanik,  šlechtitel a ovocnář, dvojnásobný nositel Leninova řádu.
Významně přispěl do vědy o genetice, přičemž zvláštní pozornost věnoval výzkumu bobulovin a ovocných rostlin. Je považován za zakladatele vědeckého šlechtění plodin. Vyvinul teorii a praktické techniky v oblasti vzdálené hybridizace. Vytvořil více než 300 nových odrůd rostlin.

## Život
Pocházel z rodiny drobných šlechticů žijící na panství Věršina u vesnice Dolgoje v Rjazaňské oblasti. Jeho předkové se  zajímali o zahradnictví a shromáždili bohatou sbírku ovocných stromů a knihovnu zemědělské literatury. Otec se  po odchodu ze státní služby zabýval zahradnictvím a včelařstvím.  Ivan Vladimirovič Mičurin se narodil jako sedmé dítě, jeho bratři a sestry se nedožili dospělého věku. Matka zemřela, když mu byly čtyři roky. Ivan  studoval nejprve doma a pak na okresní škole v Pronsku, volný čas a prázdniny věnoval práci na zahradě a ve včelíně. S otcem se naučil  vysazovat rostliny, očkovat je a pečovat o ně. V roce 1872 jeho otec náhle onemocněl, panství bylo zadlužené, o Ivana se starali strýc a teta, která byla také nadšená zahradnice. Nastoupil na gymnázium v Rjazani, ale hned v prvním ročníku byl vyloučen pro neúctu k autoritám.  

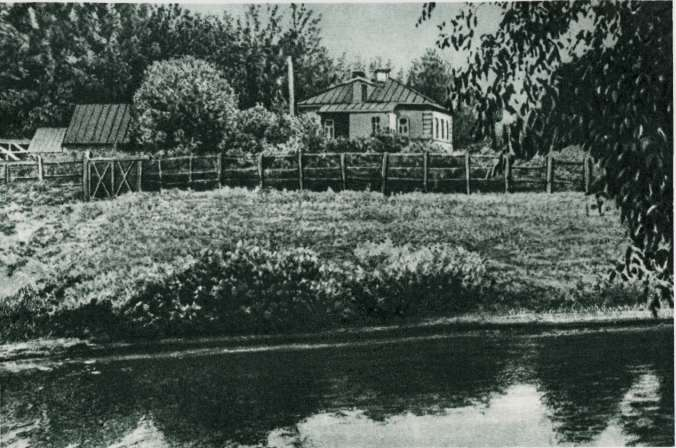
Mičurinův dům a zahrada

V roce 1872  se Mičurin  přestěhoval  do Kozlova, kde získal místo skladníka  na železniční stanici. Do roku 1889 vykonával různé funkce na železničním úseku v Rjažském okrese. V roce 1874 se oženil, s manželkou Alexandrou Vasiljevnou Petrušinovou měl syna Nikolaje  a dceru Marii. Aby uživil rodinu, Mičurin si po večerech přivydělával opravami drobných mechanických přístrojů.
V roce 1875  si u Kozlova pronajal pozemek o výměře asi 500 m², na kterém začal provádět experimenty se šlechtěním rostlin. Tam shromáždil sbírku ovocných a bobulových rostlin čítající  více než 600 druhů. V roce 1888 se mu přes značné finanční problémy podařilo získat větší pozemek poblíž osady Turmasovo, kde postupně vytvořil jednu z prvních pěstitelských školek v Rusku. Přestože neměl žádné odborné vzdělání, svou pílí a systematičností  dosáhl praktickými postupy  velkých pokroků v oblasti sadařství a pěstitelství rostlin. V Rusku však byl oficiální vědou dlouho  opomíjen, jeho práce byla podceňována.

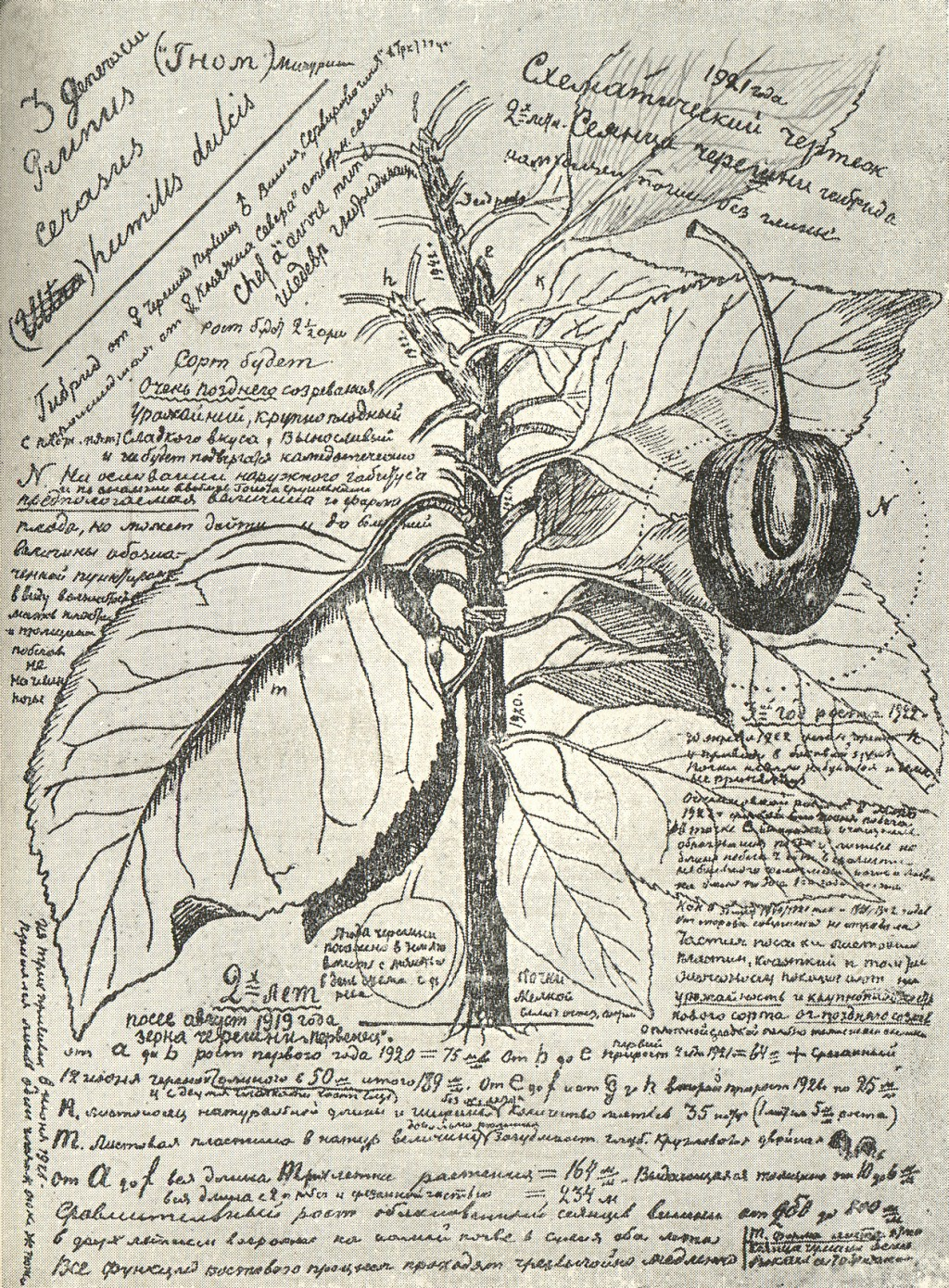
Stránka z Mičurinova deníku s nákresem hybridu višně a třešně (1920–1922)

Zpočátku pěstoval ovocné odrůdy švestek, třešní, meruněk a hroznů vhodné pro oblast středního Ruska. Využil ovocné odrůdy z různých oblastí Asie, rostoucí ve studeném klimatu s krátkou vegetační dobou. Křížením těchto odrůd s evropskými vypěstoval cca 300 nových odrůd ovoce, zejména jabloní, vhodných pro drsné podmínky vnitrozemského klimatu středního Ruska. Posunul tím hranice pěstování ovoce výrazně severněji. Podařilo se mu vypěstovat i jabloně plodící za polárním kruhem.  Předpokládal možnost změny genotypu působením vnějšího vlivu.  Tyto myšlenky v roce 1905 zveřejnil v práci Jak uskutečnit aklimatizaci rostlin.
V roce 1906 byly publikovány Mičurinovy  první vědecké práce věnované problematice šlechtění nových odrůd ovocných stromů. V roce 1912 mu byl udělen Řád sv. Anny 3. stupně. Jeho práce měla velký ohlas v zahraničí, zejména v USA a Kanadě. V roce 1913 odmítl nabídku amerického ministerstva zemědělství, aby se přestěhoval do USA nebo prodal svou sbírku rostlin. V roce 1915 zemřela během epidemie cholery  Mičurinova manželka. 
Po říjnové revoluci 1917 nabídl nové vládě své služby. Podílel se na agronomické práci lidového komisariátu zemědělství, radil zemědělským odborníkům v oblasti chovu, kontroly sucha, zvyšování výnosů a navštěvoval místní agronomická setkání. Jeho hospodářství bylo zestátněno, ale Mičurinovi byla ponechána možnost řídit provoz školky a provádět zde své experimenty. Byl zřízen výzkumný ústav a školky rozšířeny na plochu přes 100 ha. Do roku 1920 Mičurin vypěstoval více než 150 nových hybridních odrůd  ovocných stromů. Kromě toho  školka měla  více než 800 druhů původních rostlinných forem, které Mičurin shromáždil z různých částí světa.  

Mičurinova busta před Moskevskou univerzitou

V roce 1923 se Mičurinova  školka stala institucí národního významu. V roce 1928 byl z ní byla utvořena šlechtitelská a genetická stanice plodin ovoce a bobulovin, od roku 1934 pod názvem  Ústřední genetická laboratoř I.V.Mičurina.
Jeho práce a život byly využívány sovětskou propagandou a pseudovědcem Lysenkem, který se prohlašoval za jeho žáka a pokračovatele. Mičurin byl prezentován jako jeden z hlavních hrdinů sovětské vědy. V roce 1927 byl natočen film, který propagoval Mičurinovy úspěchy. Promítal se i v zahraničí (USA, Německo, Československo, Itálie, Pobaltí). V roce 1932 bylo město Kozlov k poctě svého významného obyvatele přejmenováno na Mičurinsk. Na osobní Stalinův podnět byl Mičurinovi udělen Leninův řád.  Roku 1934  byl jmenován zasloužilým pracovníkem vědy a nedlouho před svou smrtí čestným členem Akademie věd SSSR.  Zemřel 7. června 1935 na rakovinu žaludku a je pohřben ve městě, které nese jeho jméno.
Napsal přes 100 článků a pojednání. Své zkušenosti Mičurin shrnul v knize jménem Výsledky šedesátiletých prací. Posmrtně pak vyšly jeho sebrané spisy a byly přeloženy do mnoha jazyků.
Po smrti jeho uctívání ve stalinském Sovětském svazu nabylo neuvěřitelných rozměrů a po druhé světové válce byl Mičurinův kult exportován do nově vzniklého sovětského bloku. V roce 1948 režisér Dovženko natočil celovečerní hraný film Mičurin o životě této osobnosti. V Československu byl promítán pod názvem Život  v květech. 
Mičurinovy šlechtitelské úspěchy jsou známy i v Česku. Šlechtitel růží z Blatné Jan Böhm tyto Mičurinovy výpěstky ve své školce pěstoval a propagoval je ve svém Průvodci nevymrzající zahradou. Zde jsou u některých odrůd uvedeny také zkušenosti autora s mrazivou zimou na přelomu let 1928–1929 a 1939–1940.
Československá akademie zemědělská jmenovala dne 3. března 1935 I. V. Mičurina za „nesmrtelné zásluhy o rozvoj ovocnictví" svým čestným členem.